# Molkojärvi
Molkojärvi är en sjö i Finland. Den ligger i kommunen Kittilä i landskapet Lappland, i den norra delen av landet, 800 km norr om huvudstaden Helsingfors. Molkojärvi ligger 203,2 meter över havet. Den är 3 meter djup. Arean är 4,53 kvadratkilometer och strandlinjen är 11,82 kilometer lång. Sjön  ingår i Kemi älvs huvudavrinningsområde.   Den sträcker sig 3,4 kilometer i nord-sydlig riktning, och 2,4 kilometer i öst-västlig riktning.
I övrigt finns följande i Molkojärvi:
- Raappanansaari (en ö)

I övrigt finns följande vid Molkojärvi:
- Koivujärvi (en sjö)
- Ylijoki (ett vattendrag)